# Самуел Лянцкоронський
Самуел Лянцкоронський (пол. Samuel Lanckoroński; д/н–1638) — державний і військовий діяч, урядник Речі Посполитої.

## Життєпис
Походив з польського магнатського роду Лянцкоронських, гілки Влодзіславських. Другий син Героніма Влодзіславського Лянцкоронського, сандомирського ловчого, та його другої дружини Анни Дрогичанської. Здобув початкову домашню освіту, при цьому особливу увагу приділялося науці. Виховувався в дусі кальвінізму. Після смерті батька між 1605 і1610 року розділив володіння зі старшим братом Адамом.
Близько 1610 року навернувся до католицтва. 1611 року пошлюбив представницю магнатського роду Фірлеїв. У 1613 році Самуел Лянцкоронський наказав кальвіністам залишити Влодзіслав, внаслідок населення міста зменшилося удвічі. Водночас відновив привілеї юдейській грмоаді. 1614 року після смерті старшого бездітного брата Адама, успадкував його майно. У 1616 стає королівським дворянином при Сигізмунді III. У 1618 році призначається каштеляном віслицьким та старостою малоґозьким. Стає покровителем школи в Малогощу. З 1620 року став щоквартально виділяти 1 польський зотий для бідняків Влодзіслава.
1621 року виїхав до Італії, де почав навчатися в Падуанському університеті. Проте того ж року перебрався до Львова, де збиралося посполите рушення для війни проти Османської імперії. Того ж року з його дозволу у Влодзіславі почалося будівництво нового кам'яного костелу св. Мартіна (на місці зруйнованої дерев'яної кальвіністської кірхи). У підвалі костелу було створено родинний некрополь Лянцкоронських.
У 1624 отримав для своєї дружини права на спадкове володіння малоґозьким староством. Його дружина Софія Фірлей стала засновницею Братства Святого Розарія (лікарні для бідних) у Влодзіславі.
У 1632 обирається послом (депутатом) на елекційний сейм, де підтримав кандидатуру Владислава Вази на королівський трон. У тому ж році був послом від Сандомирського воєводства на сейм, де брав участь у короноційному сеймі. Того ж року отримав опіку над дітьми свого стриєчного брата Збігнева Лянцкоронського, підкоморія сандомирського.
У 1637 році вів судовий процес із пробстом малогозьким. 1638 року споруджує нову резиденцію малогозького старости в Чеслі. 16 квітня того ж року отримав від короля посаду каштеляна сандецького, але до к інця року раптово помер.

## Родина
Дружина — Зофія, доньки Яна Фірлея, підскарбія великого коронного
Діти:
- Веспасіан (бл. 1612 — 1677), єпископ кам'янецький
- Збігнєв Ян (д/н — 1678), канонік краківський та плоцький
- Станіслав (д/н — 1650), староста малогозький
- Зигмунд (д/н — бл. 1644)
- Прежбор (д/н — 1649), загинув при облозі Збаражу
- Пакослав Казимир (д/н — 1702), кустош коронного скарбу, канонік краківський
- Катаржина, дружина Яна Луговського
- Ядвіга, дружина Петра Олександра Тарла, воєводи люблінського